# Engelsholm Slot
Engelsholm Slot er en herregård midt mellem Vejle og Billund. Gårdens første kendte ejer er rigsråd Timme Nielsen Rosenkrantz til Stensballegård. 1452 erhvervede han gården ved et mageskifte med kronen. Gården ligger i Nørup Sogn, Tørrild Herred, Vejle Kommune. Hovedbygningen er opført i 1592-1600 ved Hercules von Oberberg, ombygget i 1732 ved Nic. H. Rieman, indrettet til højskole ved K. Kristensen i 1940 og istandsat ved Malling Petersen efter en brand i 1952. Der hører i dag kun 6 hektar park og 4 hektar eng til Engelsholm.
Renæssanceslottet Engelsholm er smukt beliggende ved bredden af Engelsholm Sø, omgivet af skov og park. Slottet er opført af Knud Brahe - Tycho Brahes bror - i 1592. Den meget regulære bygning er i grundplanen rektangulær med kvadratiske tårne indfældet i hvert hjørne. Inspirationen blev hentet fra slottet Ancy-le-Franc i Bourgogne i Frankrig. 
I 1730erne påbegyndte Gerhard de Lichtenberg en omfattende restaurering og ombygning af slottet. Han tilføjede bl.a. de særprægede løgkupler, opførte en stor trelænget avlsgård og anlagde parken i fransk stil. Slottet indeholder stadig inventar med malede kinesiske scenerier fra ombygningen. 
Gerhard de Lichtenberg satte også sit præg på den nærliggende Nørup Kirke, der hørte til Engelsholm Slot fra 1586 til 1935. Den romanske kirke er rigt udsmykket med inventar i barok stil og, ligesom slottet, forsynet med løgformede kupler. 
Slottet brændte i 1952, men blev straks restaureret i sin oprindelige skikkelse. 
Engelsholm Slot har siden 1940 været drevet som højskole og ejes i dag af den selvejende institution "Engelsholm Højskole". Der er ikke offentlig adgang til slottet og de øvrige tilbygninger, men der afholdes jævnligt bl.a. klassiske koncerter med offentlig adgang. Slottet kan dog beses udefra fra den sydlige del af parken.

## Ejere af Engelsholm
- (før 1452) Kronen
- (1452-1457) Timme Nielsen Rosenkrantz
- (1457-1517) Erik Timmesen Rosenkrantz
- (1517-1520) Bege Eriksdatter Rosenkrantz gift Munk Lange
- (1520-1550) Erik Nielsen Munk Lange nr1
- (1550-1572) Erik Eriksen Munk Lange nr2
- (1572-1590) Erik Eriksen Munk Lange nr3
- (1590-1615) Knud Brahe (Tycho Brahes bror)
- (1615-1622) Margrethe Eriksdatter Munk Lange gift Brahe
- (1622-1653) Jørgen Knudsen Brahe
- (1653-1708) Preben Jørgensen Brahe
- (1708-1725) Henrik Prebensen Brahe
- (1725) Henrikke Sophie Bille gift Brahe
- (1725-1732) Frederik Danneskiold-Samsøe
- (1732-1754) Gerhard Hansen de Lichtenberg
- (1754) Gedskes Gerhardtsdatter de Lichtenberg gift de Linde
- (1754-1767) Christen de Linde
- (1767-1770) Hans Henrik Gerhardtsen de Lichtenberg
- (1770-1775) K. Duus
- (1775-1780) M. von Hielmcrone
- (1780-1784) K. von Lüttichau
- (1784-1786) Niels Juel
- (1786-1795) H. H. Tønder
- (1795-1805) Niels Jermiin
- (1805-1811) Christence Hansen gift (1) Jermiin (2) Petersen
- (1811-1842) Christian Petersen
- (1842-1873) Georg Krøyer f. 2.6.1818 i Maribo, død 1.3.1894 i Billeskov
- (1873-1920) Carl Adolph Augustsen Rothe Bech
- (1920-1923) August Carlsen Bech
- (1923-1924) J. C. Breum
- (1924-1929) N. A. Høgdall
- (1929-1931) N. A. Høgdalls dødsbo
- (1931) Jydsk Landhypotekforening
- (1931-1939) D. Andersen / I. Theil (hovedbygningen)
- (1939-1942) Sune Andresen / Frede Bording (hovedbygningen)
- (1942-1952) Sune Andresen (hovedbygningen)
- (1952-) Den Selvejende Institution Engelsholm Højskole (hovedbygningen)